# Beeldenpark van het Lehmbruck-Museum

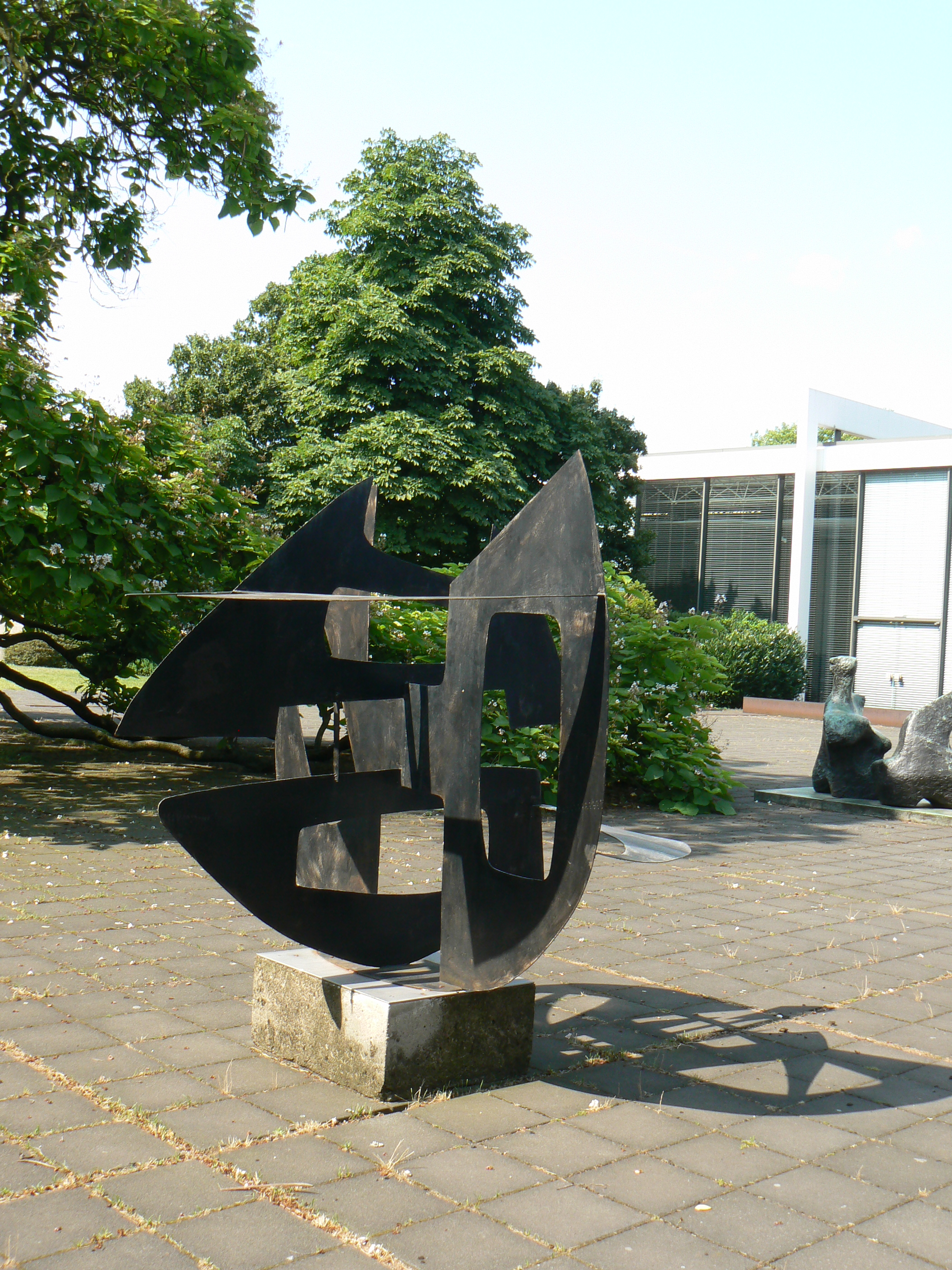
beeldenterras met Zwischen zwei Welten I, Berto Lardera

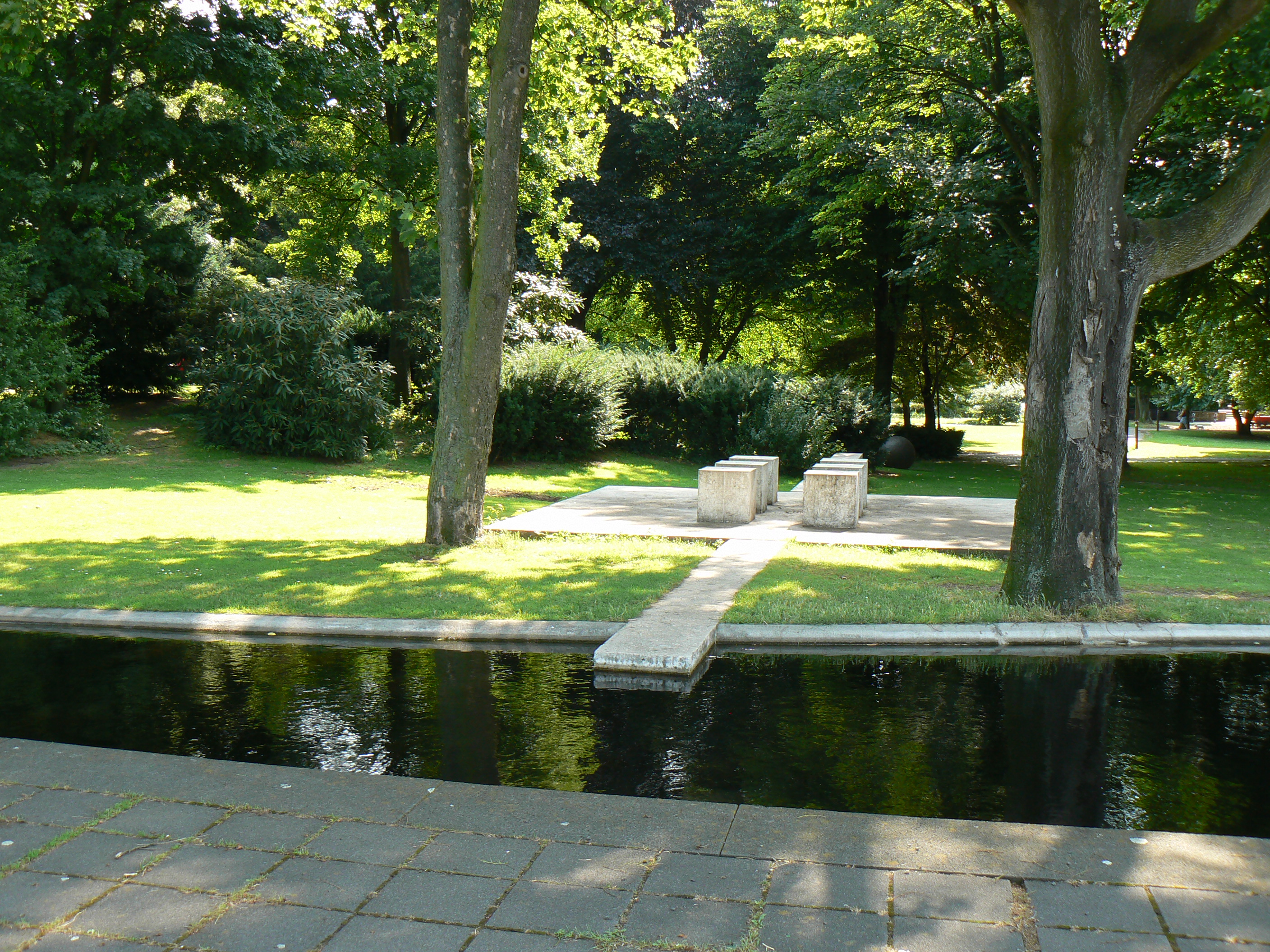
overgang terras naar park met Dialog, Dani Karavan

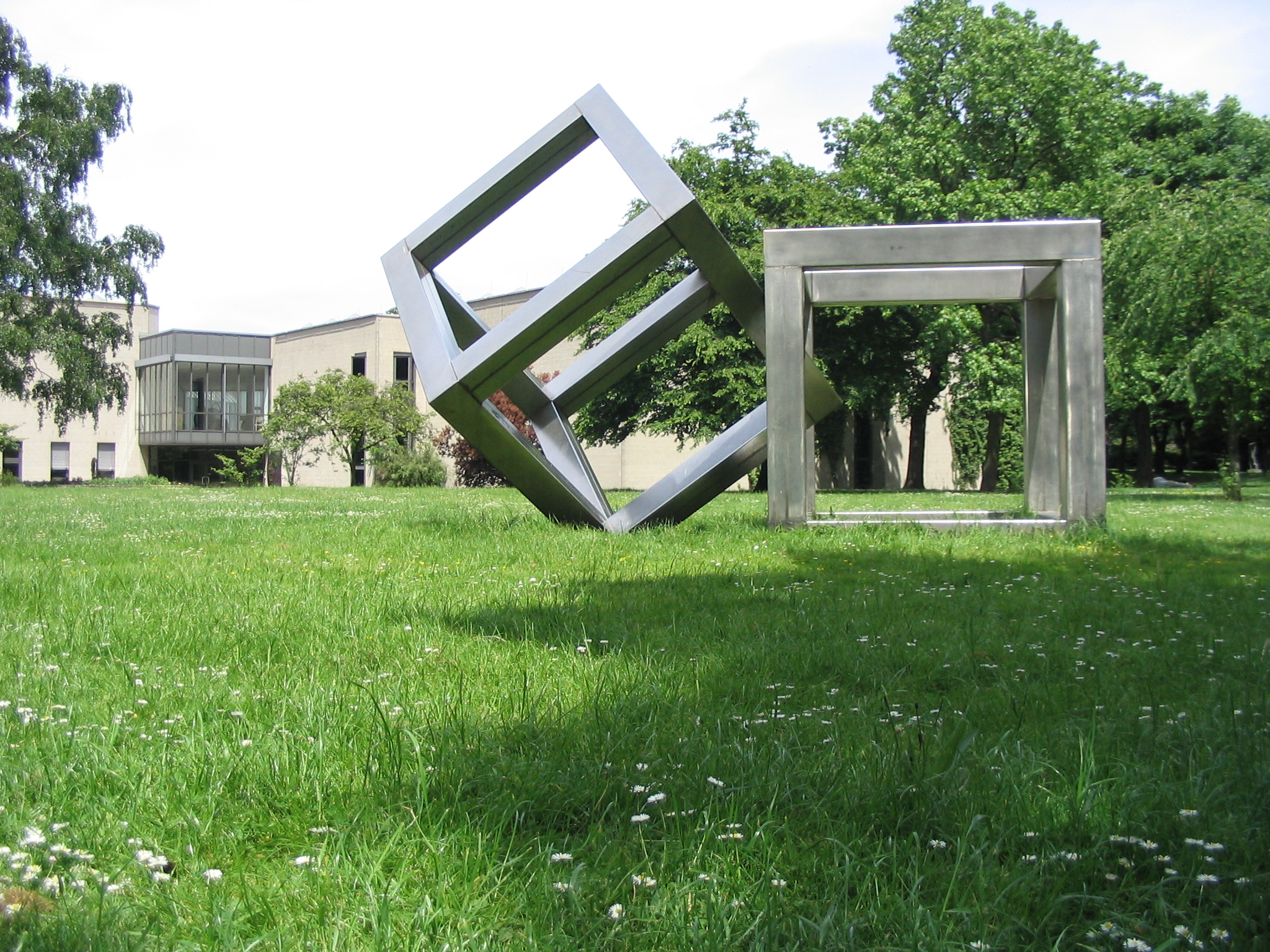
beeldenpark met 3/73, Alf Lechner

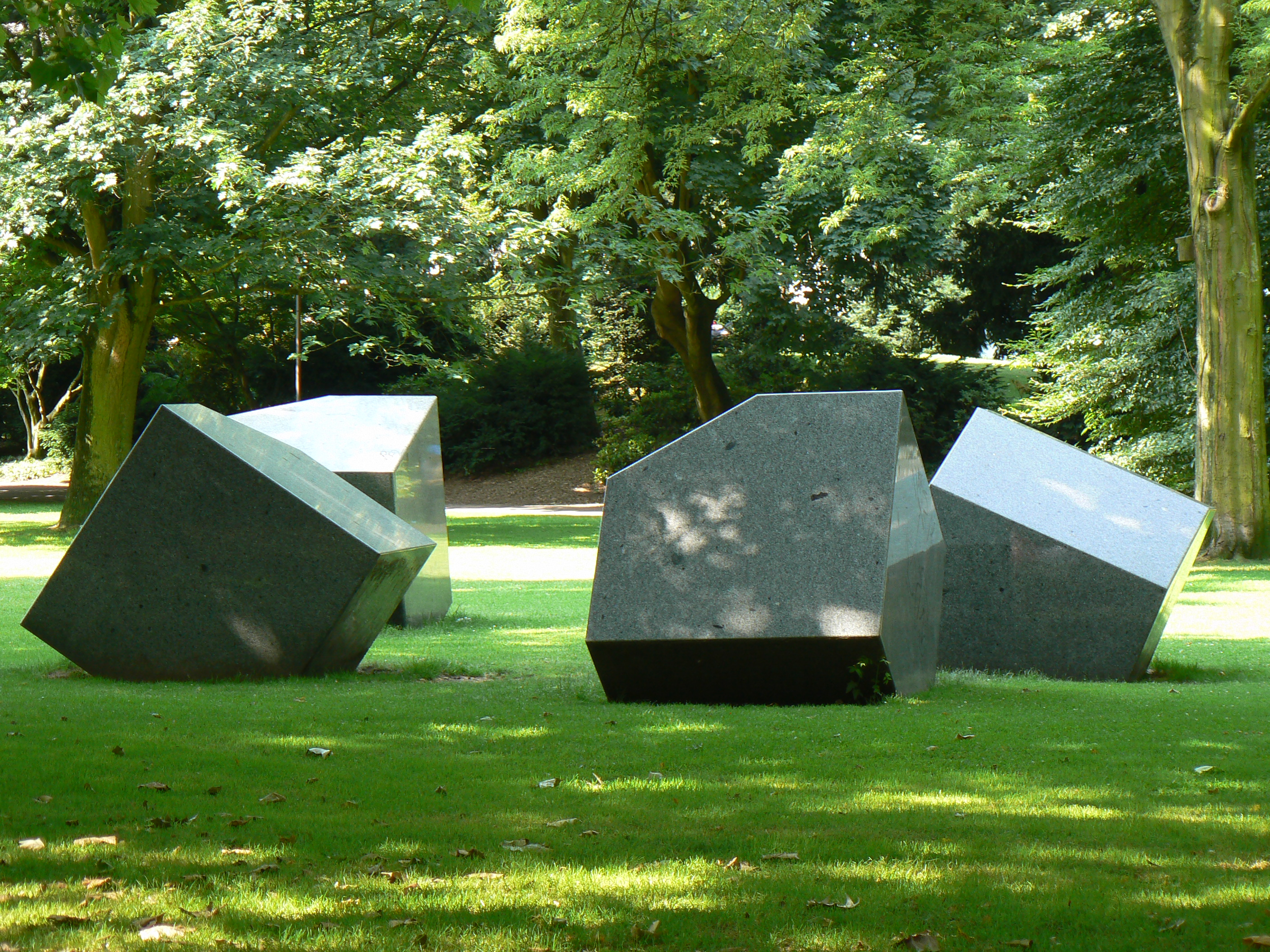
beeldenpark met Skulptur für eine Ebene, André Volten

Het Beeldenpark van het Lehmbruck-Museum is gelegen in het aan het Lehmbruck-Museum grenzende, voor het publiek vrij toegankelijke, Kantpark in de Duitse stad Duisburg in de deelstaat Noordrijn-Westfalen. 
Het 7 hectare grote Kantpark grenst onmiddellijk aan het Lehmbruck-Museum en werd in 1990 door de stad Duisburg in gebruik gegeven aan het museum, dat daardoor in staat werd gesteld de buitencollectie aanzienlijk uit te breiden tot een collectie van inmiddels 40 beelden van Duitse en internationale beeldhouwers, waarmee een breed spectrum aan stromingen in de moderne beeldhouwkunst wordt getoond.

## De collectie
1. Kenneth Armitage: Der Prophet (1961)
2. Berto Lardera: Zwischen zwei Welten I (1952)
3. Henry Moore: Reclining Figure, Two Pieces (1959)
4. Henry Moore: Locking Piece (1962)
5. Erich Reusch: Ohne Titel (1977)
6. Heinz-Günter Prager: Abdeckung III (1973)
7. Michael Steiner: Low Span 7 (1977)
8. Richard Serra: Weitmar (1984)
9. Ansgar Nierhoff: Eine enorme Anstrengung - Wilhelm Lehmbruck, Streckungen (1987)
10. Alf Lechner: Große Zylinderspaltung (1991)
11. George Rickey: Two Congenial Segments, Rotation IV (1980)
12. Wilhelm Lehmbruck: Kniende (1911/1926)
13. Toni Stadler: Kniende Figur - Eos (1958)
14. Meret Oppenheim: Der grüne Zuschauer (Einer der zusieht, wie der andere stirbt) (1933/1978)
15. Peter Könitz: Auf den Boden Knien (1977)
16. Norbert Radermacher: Der Posten (1989)
17. Magdalena Abakanowicz: Neun-Figuren-Raum (1990)
18. André Volten: Skulptur für eine Ebene (1977)
19. Klaus Simon: Skulptur für einen Baum (1989/1990)
20. Karl Hartung: Thronoi (1958/59)
21. Karl Ehlers: Thron (1961)
22. Dani Karavan: Dialog (1989)
23. Claus Bury: Mercator (1986)
24. Eduardo Paolozzi: Egypt (1990)
25. Günter Tollmann: Beweglicher Plastik PA II (1971)
26. Alf Lechner: 3/73, Würfelkonstruktion, zweiteilig (1973)
27. Erich Hauser: 17/70, Raumsäule (1970)
28. Günter Reichert: Europa-Säule, Vario III (1990)
29. Ernst Hermanns: Plastik I/67 (1967)
30. Pinuccio Sciola: Uccello di pietra (1985)
31. César: L'Homme de Figanères (1964)
32. Rudolf Hoflehner: Formation 29 (1959/1960)
33. Alan Sonfist: Rock Monument of Duisburg (1986/1990)
34. Friederich Werthmann: Felix Austria (1974)
35. Bogomir Ecker: Boden 1/Hertz (1988/1990)
36. Michael Schoenholtz: Besuch in Rom IV (1998)
37. Ansgar Nierhoff: ...die Liebe (2003)
38. David Rabinowitsch: Metrical (Romanesque) Construction in 5 Masses and 2 Scales (1973/1991)
39. Werner Stötzer: Liegende (1998)
40. Belu Simion Fainaru: Bait/Haus (1998/1999)

## Fotogalerij

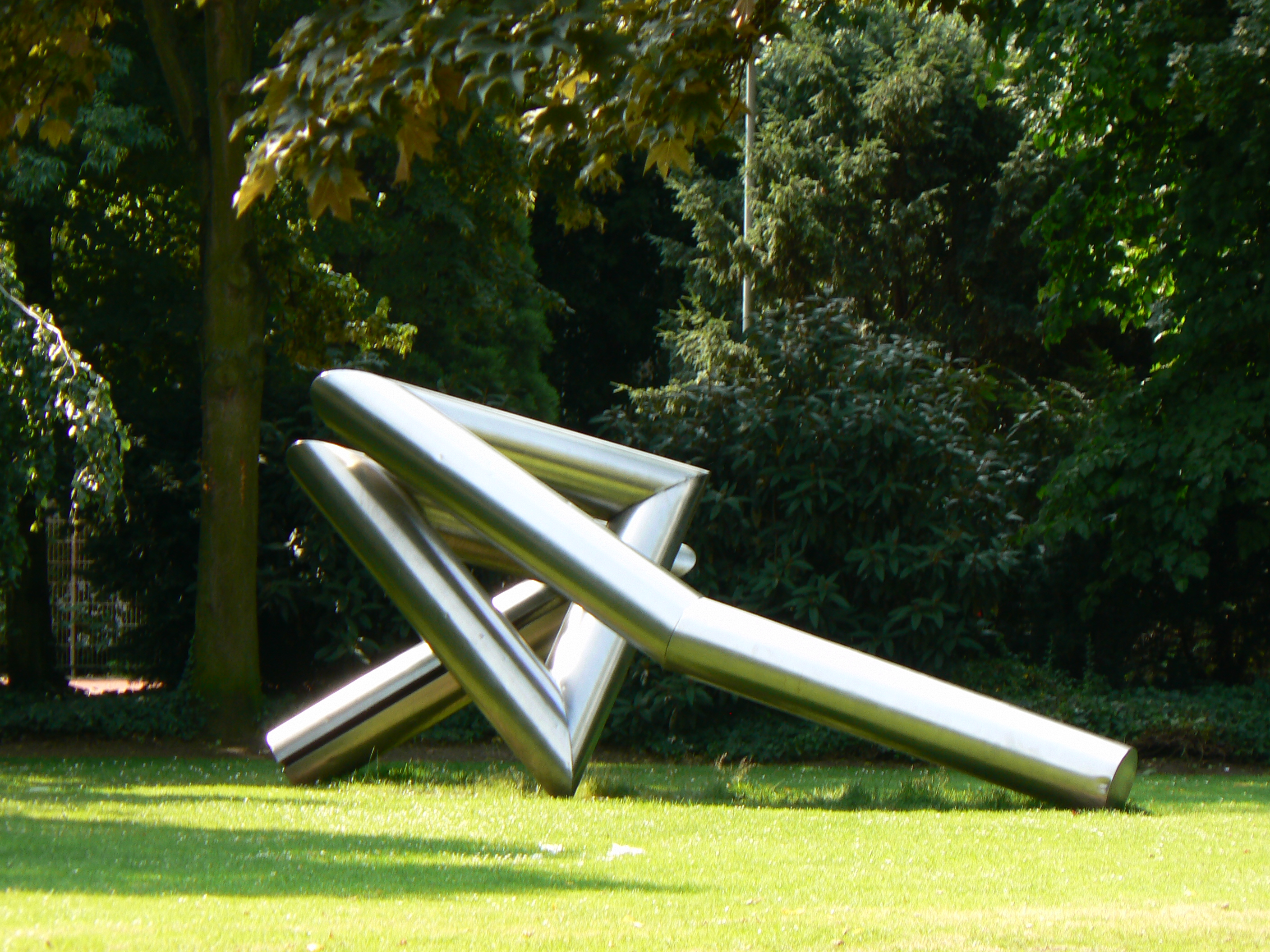
Erich Hauser: 17/70, Raumsäule
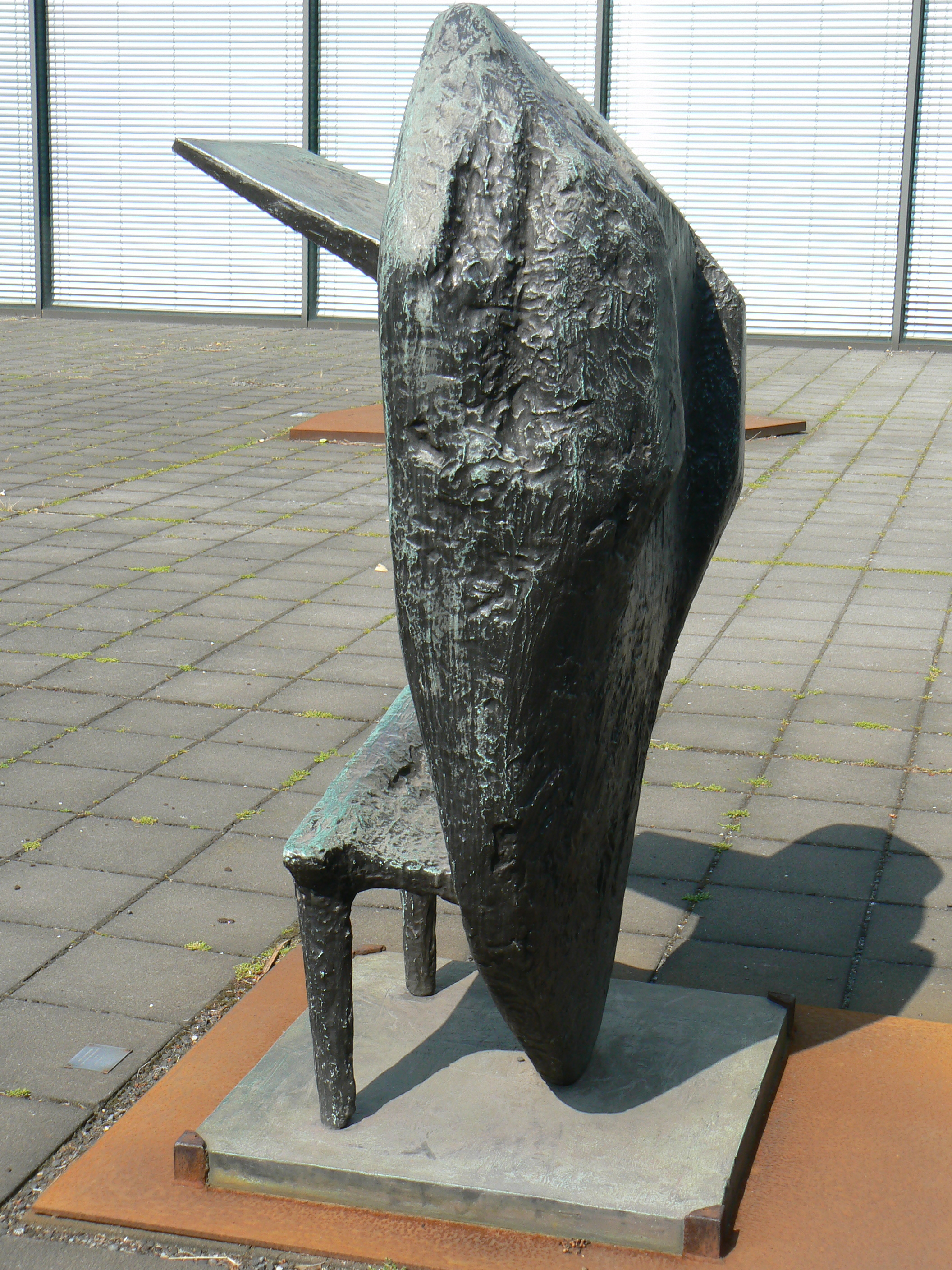
Kenneth Armitage: Der Prophet
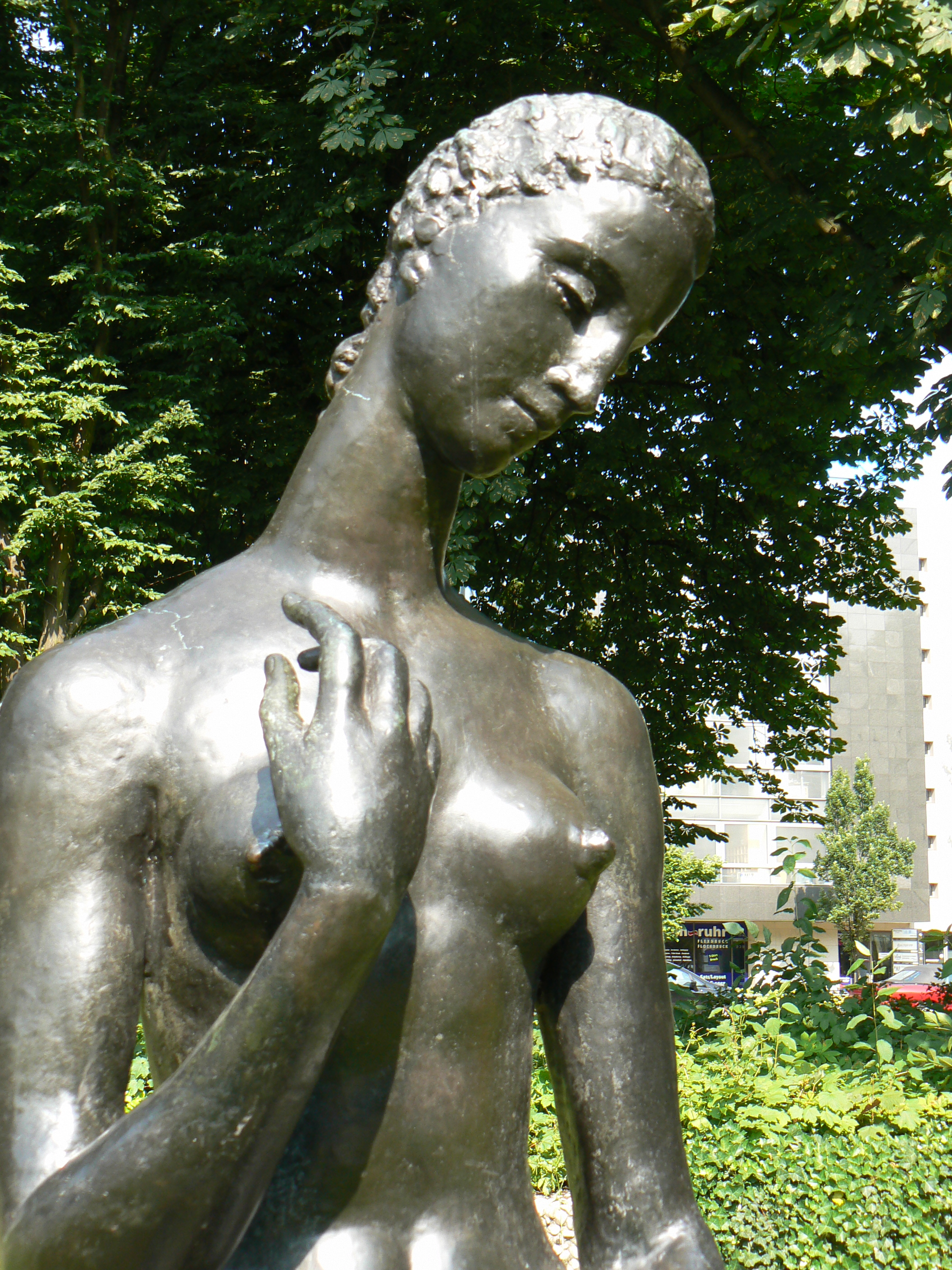
Wilhelm Lehmbruck: Kniende (detail)
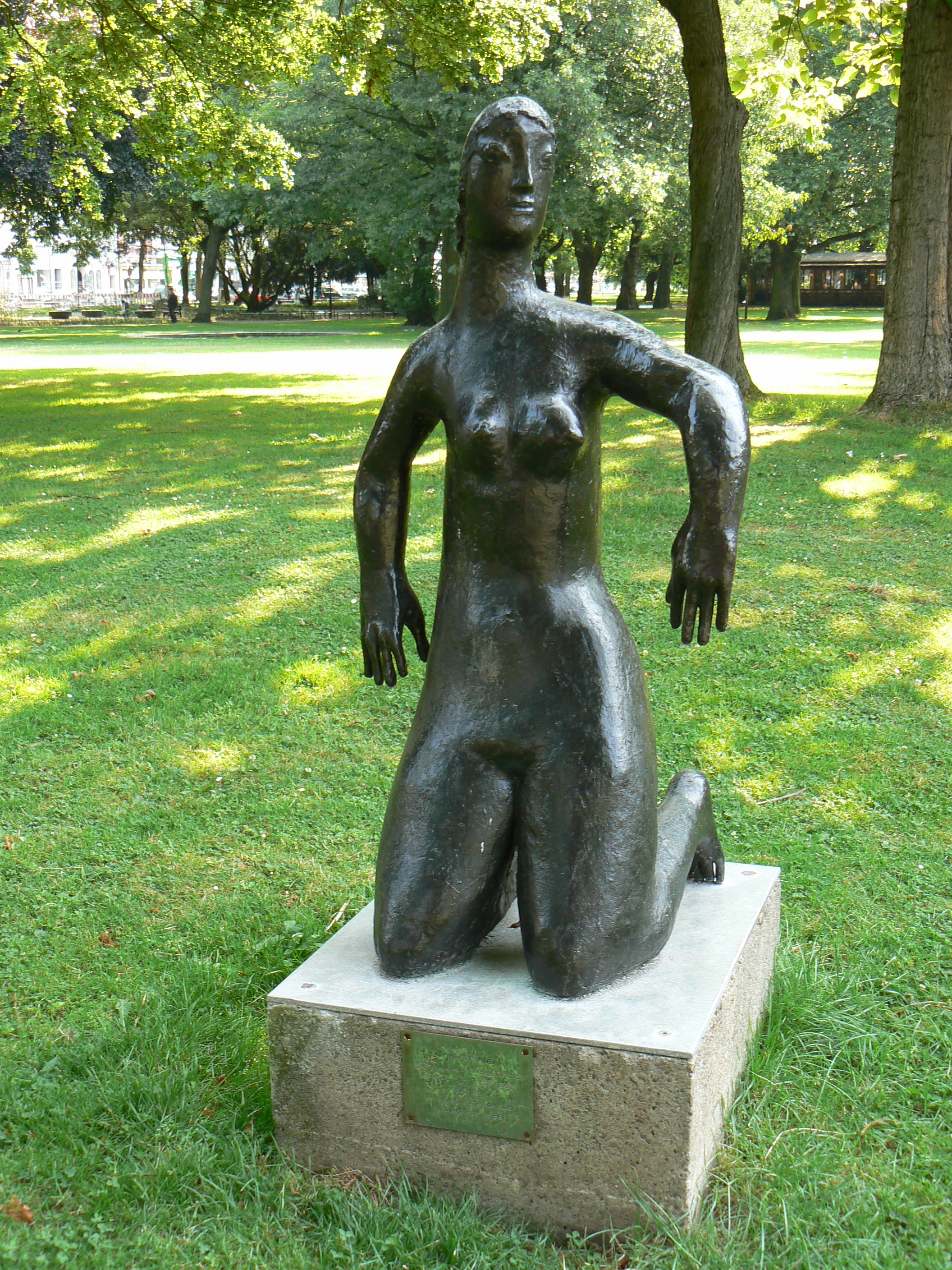
Toni Stadler: Kniende Figur - Eos
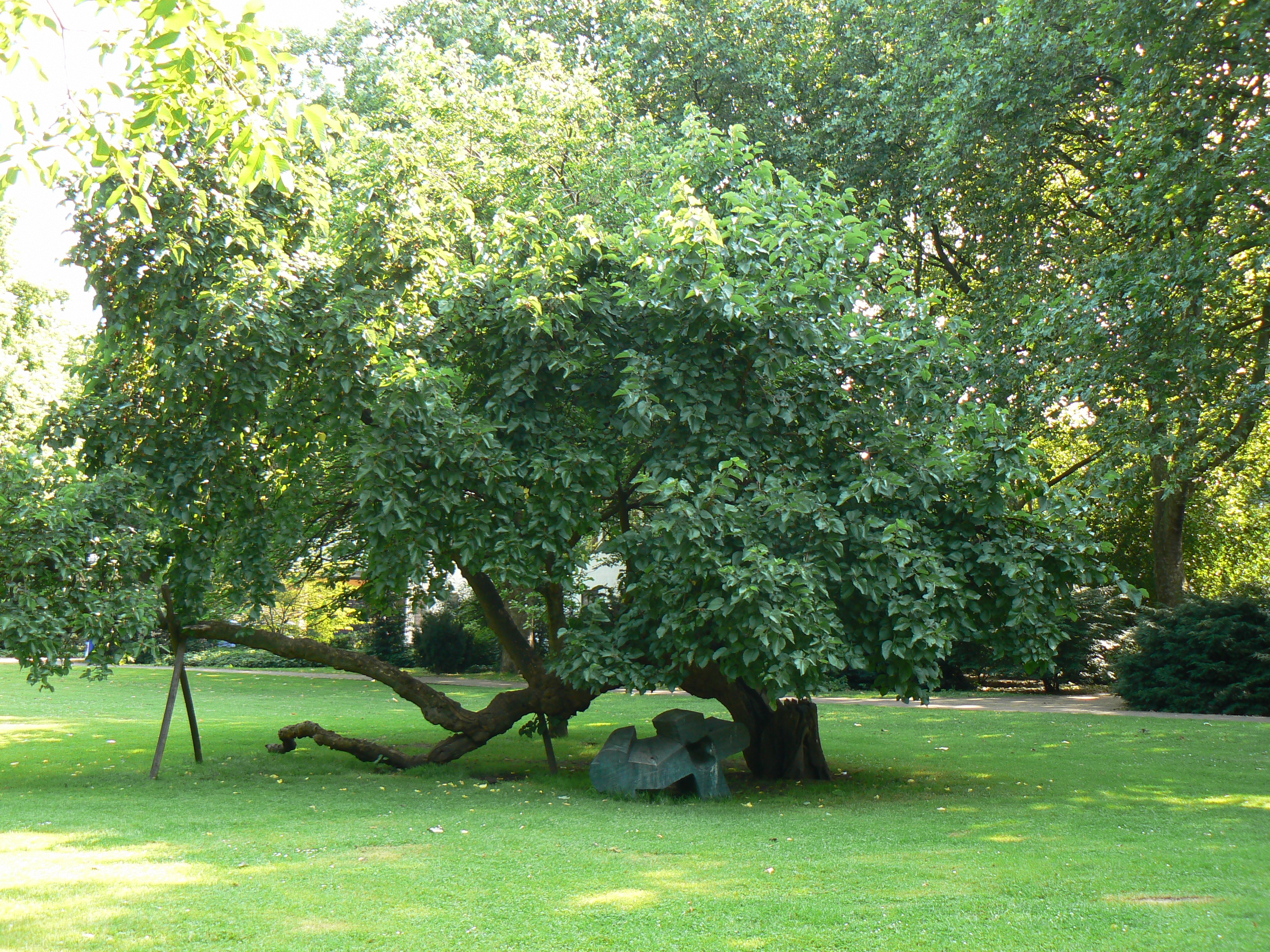
Claus Simon: Skulptur für einen Baum
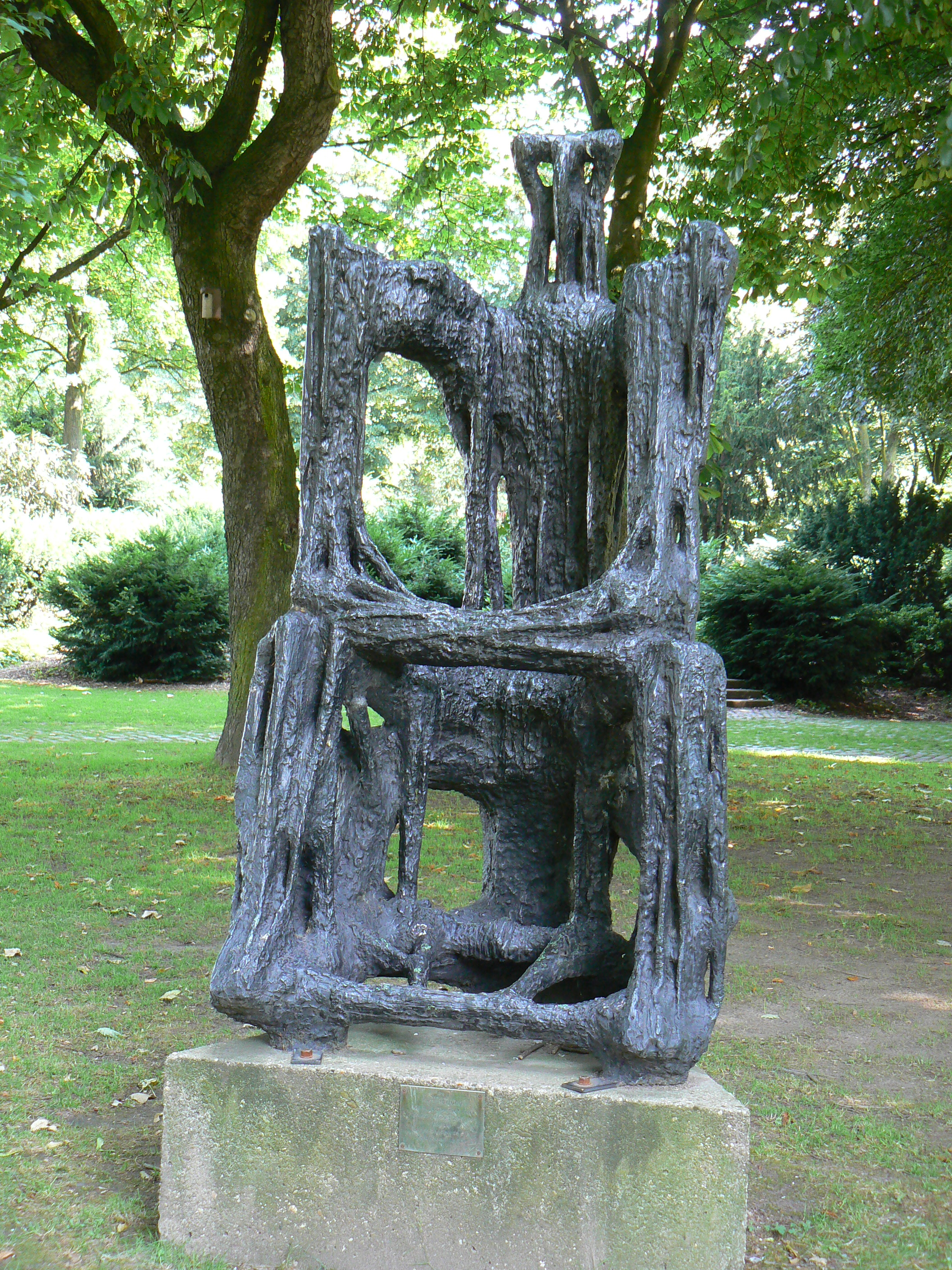
Karl Hartung: Thronoi
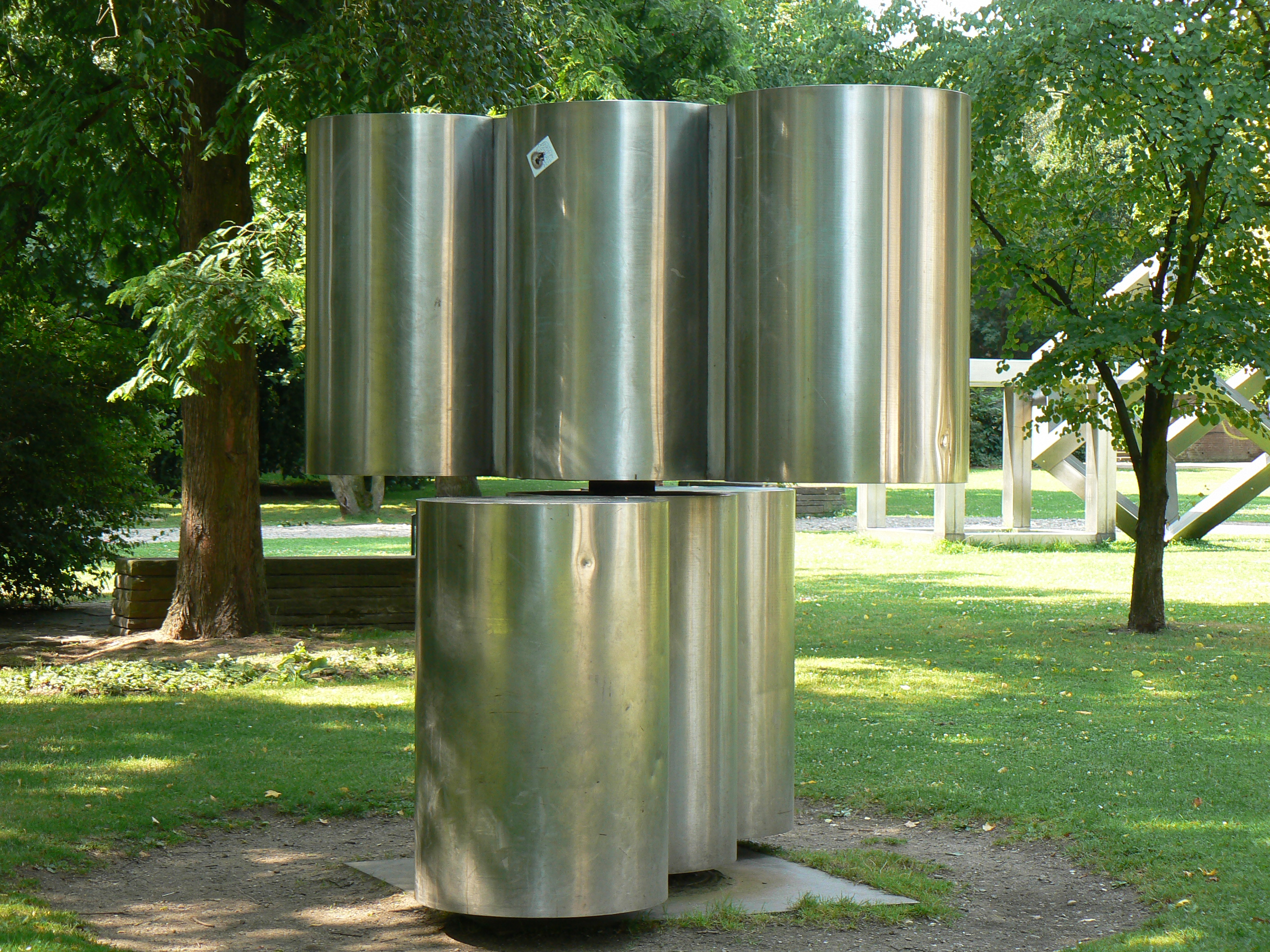
Günter Tollmann: Beweglicher Plastik PA II
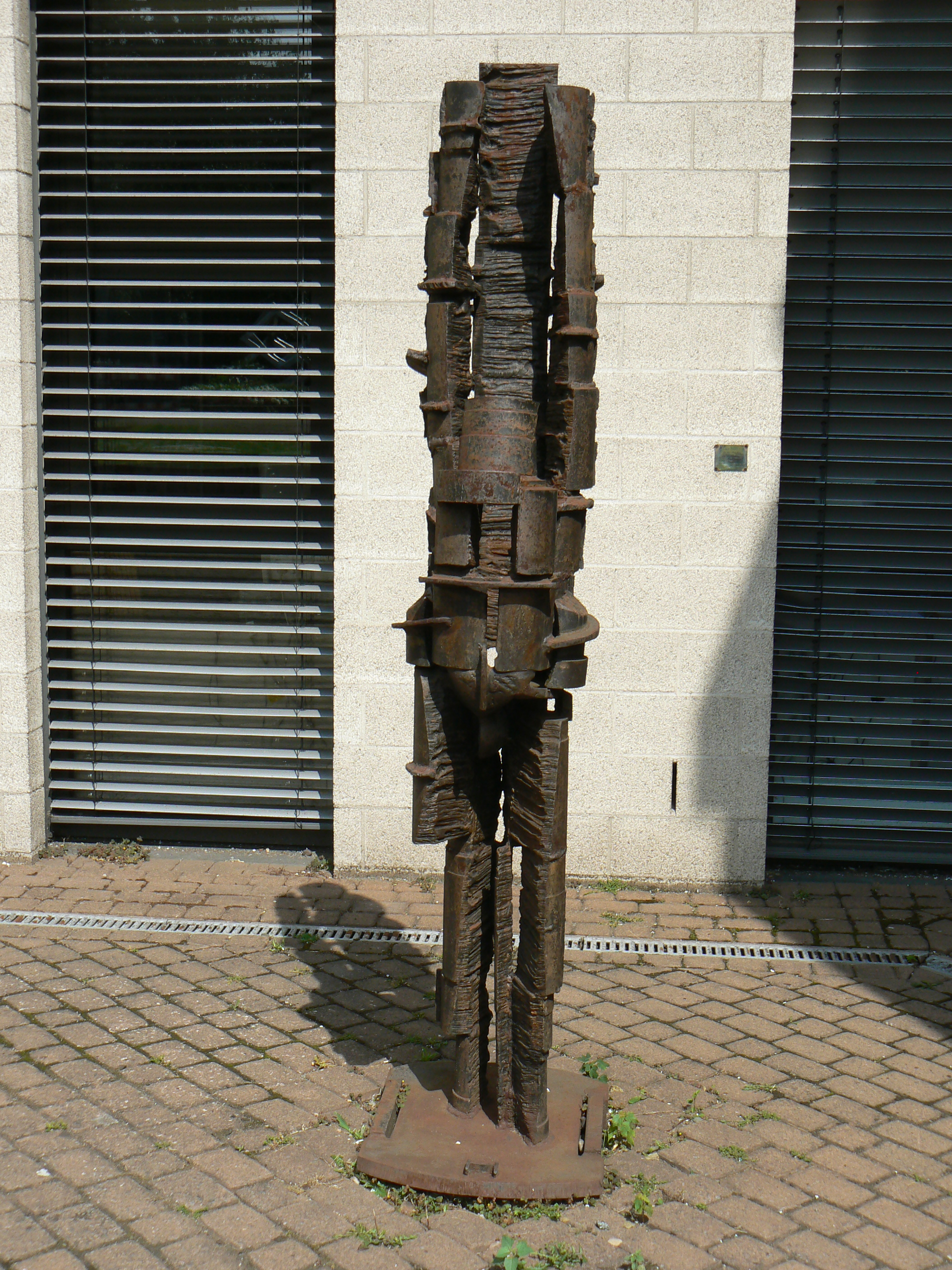
Rudolf Hoflehner: Formation 29